# Пол Вейн
Пол Вейн (на френски: Paul-Marie Veyne) е френски историк, специалист по римска и европейска древност, дългогодишен университетски преподавател и почетен професор в Колеж дьо Франс.

## Биография
Със съвсем скромен произход, Пол Вен се насочва към античната история от ранна възраст, поради личен интерес. Издържал конкурсите за École normale supérieure и по-късно за École pratique des hautes études в течение на 10 години се образова (1951–1954 и 1957–1962), като в 1955 г. се класирал на конкурса за агрегация по граматика. През 1975 г., покровителстван от Реймон Арон, получава катедра в Kолеж дьо Франс, но отношенията им се развалят. За 5 години, като студент, е член на Френската комунистическа партия, но я напуска след събитията в Унгария от 1956. Въпреки че е белязан от Leontiasis ossea, Вейн се жени неколкоратно и има един син.
Вен започва кариерата  си с успешната публикация едно методологическо есе. Следващата му работа е издание на докторската теза върху даряването в Рим. От самото начало той се дистанцира от модния структурализъм и сциентиското писане на история и подържа добри отношения с Мишел Фуко.

### Издания в България
- Пол Вейн, История на частния живот в Римската империя. Прев. от фр. Й. Сиракова, София: ЛИК, 2003, ISBN 954-607-412-8

## Награди
- 1972: Награда на Френската академия
- 2006: Награда „Шатобриан“
- 2007: Награда на Френския сенат в областта на историята
- 2007: Гран при „Гобер“ на Френската академия за историческо изследване
- 2009: Награда „Роже Кайоа“
- 2014: Награда „Фемина“‎ в категория Есеистика
- 2017: Награда на Националната библиотека на Франция
- 2021: Медал на Френския сенат

## Почетни отличия
- 1990: Кавалер на Ордена на Почетния легион
- 1995: Офицер на френския Орден за заслуги
- 2016: Офицер на Ордена на Почетния легион
- 2016: Командор на Ордена за изкуства и словесност